# Забір'я (Вілейський район, Ільїнська сільська рада)
Забір'я (біл. вёска Забор'е) — село в складі Вілейського району Мінської області, Білорусь. Село підпорядковане Іллінській сільській раді, розташоване в північній частині області.

## Історія
У 1921–1945 роках село знаходилось у Польщі, у Вільнюськім воєводстві, Вілейського повіту, у гміні Ілля.

## Населення
- 1921 рік — 373 людини, 71 будинків[1].
- 1931 рік — 406 людини, 72 будинків[2].